# 陳寶琼
陳寶琼，香港民主派人士，鰂魚涌海濱關注組成員，前香港東區區議會鰂魚涌選區議員。2019年香港區議會選舉中，她參選東區區議會鰂魚涌選區，最後打敗在位12年的民建聯丁江浩，成功當選，並成為該區成立以來首位民主派區議員。

## 議會問政

### 政府突取消監警會會議

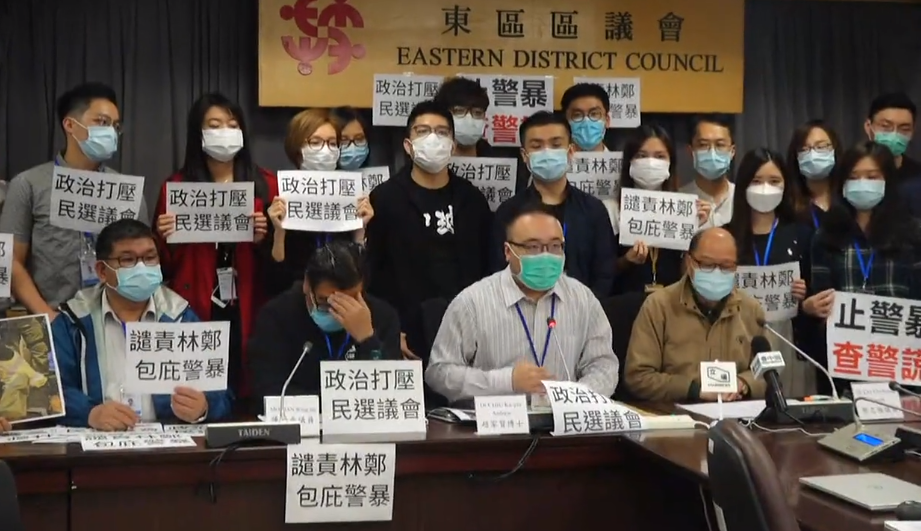
2020年3月10日，東區民主派議員譴責警務處不尊重民選議會 拒派員出席檢警會會議

2020年3月10日，東區區議會原定舉行「檢視警方執法及行動特別委員會」第三次會議，討論多項與反送中運動相關議案，包括要求警方交代8月5日晚上北角衝突中的警力問題、在11月在柴灣發射多次催淚彈的原因、於太古城和西灣河的執法行動等事件。不過民政處在會議當日早上突然向委員會成員發出電郵，稱會議的職權範圍「可能涉及全港性執法事宜」和「收到高層命令」而宣布取消會議。警務處也拒絕派員出席。區議會26名民主派議員批評警權凌駕區議會職能，政府高層打壓區議會。

## 外部連結
- 陳寶琼的Facebook專頁

| 議會席位      | 議會席位                                     | 議會席位    |
| ------------- | -------------------------------------------- | ----------- |
| 前任： 丁江浩 | 東區區議員（鰂魚涌選區） 2020年—2021年7月8日 | 繼任： 懸空 |